# Platymantis pelewensis
Platymantis pelewensis är en groddjursart som beskrevs av Peters 1867. Platymantis pelewensis ingår i släktet Platymantis och familjen Ceratobatrachidae. IUCN kategoriserar arten globalt som livskraftig. Inga underarter finns listade i Catalogue of Life.